# Бамберг, Феликс
Фе́ликс Ба́мберг (нем. Felix Bamberg; 17 мая 1820, Унруштадт, Пруссия — 12 февраля 1893, Сен-Гратьян, Валь-д’Уаз, Франция) — немецкий дипломат и историк.

## Биография
Феликс Бамберг учился в Берлине и Париже, занимаясь преимущественно философскими и отчасти историческими науками. В 1843 г. сблизился с Фридрихом Геббелем, которому посвятил монографию «О влиянии мировых условий на направления искусства и о трудах Фридриха Геббеля» (нем. Ueber den Einfluss der Weltzustände auf die Richtungen der Kunst, und über die Werke Friedrich Hebbel's; Гамбург, 1846). В дальнейшем выступал как публикатор дневников Геббеля (2 тома, Берлин, 1884—1887) и его переписки (2 тома, Берлин, 1890—1892).
В 1851 г. благодаря покровительству Давида Ганземана Бамберг был назначен прусским и брауншвейгским консулом в Париж, с 1867 г. исполнял обязанности консула всего Северо-Германского союза. Во время Франко-прусской войны в 1870 году Бамберг был вызван в штаб-квартиру германской армии в Версале для заведования делами печати, а затем прикомандирован к штабу главнокомандующего оккупационной армией, генерала Мантейфеля. Когда Германская империя в 1874 году учредила впервые консульство в Италии, а именно в Мессине, Бамберг занял этот пост, а в 1880 г. был переведён в Геную в качестве генерального консула. Вышел в отставку в 1888 году.
Среди исторических работ Бамберга — написанная по впечатлениям очевидца «История февральской революции» (нем. Geschichte der Februar Revolution; Брауншвейг, 1849), книга по вопросам взаимоотношений Европы с Турцией «Türkische Rede nach besondern Quellen» (Лейпциг, 1856) и продолжающая эту тему работа «История восточного вопроса в период между Парижским и Берлинским мирными договорами» (нем. Geschichte der Orientalischen Angelegenheit im Zeitraum des Pariser und Berliner Friedens; 1890—1892).